# Piovere
Piovere (Piùer in dialetto bresciano) è una frazione del comune di Tignale, in provincia di Brescia. 
È situato sul fianco destro della valle omonima a 419 m s.l.m., sotto il monte Rocchetta. Si sviluppa su un breve pianoro, anch'esso accidentato con strapiombi a SO. Vi si sale per la strada per Tignale o con un sentiero panoramico da Muslone. Conserva vecchie case di tipo veneziano del '700, con stretti e ripidi vicoletti e sottoportici, dei portoni bugnati con chiavistelli finemente lavorati.

## Toponimo
Il nome deriverebbe secondo qualcuno come l'Olivieri da "pioda" = tegola di pietra e in generale lastra di pietra scistosa. Altri, esclusa una derivazione come lo Gnaga da Piviere, un genere di uccello trampoliere che non esiste in luogo, ricorrono all'analogo termine però nel significato pieve o popolo della stessa.
Il nome è Pluer nel 1537, Piuer nel 1609 (Catastico), Piover nel 1616 (Rossi). Il nome compare una delle prime volte in un documento del 10 settembre 1332 nel quale un Marchetto di Piovere, vicario di Giovanni de' Castelli è presente ad una stima di beni di Morando di Gardola. Nel 1444 un Venturello Pelacani di Piovere è "vicario della terra" e annoverato fra i sapienti nella quietanza di una somma. Nel 1494 è nominato un altro di Piovere, Giovanni Stefanini anch'egli vicario di Tignale.

## Società
Abitanti censiti

## La parrocchia di San Marco
Ecclesiasticamente Piovere fece parte della pieve di Gardola di Tignale, appartenente alla Diocesi di Trento. Con decreto del 16 agosto 1574 dell'ordinario di Trento veniva concesso, mantenuto dalla propria popolazione, un curato. Negli atti della visita del 1580 si rileva che la chiesa è "distante da quella madre" per cui si dà il permesso di tenere il SS. Sacramento.
Qui di seguito sono elencati gli amministratori della parrocchia di San Marco, divisi in due elenchi. Si riferiscono rispettivamente al periodo precedente e seguente l'elevazione a parrocchia, avvenuta nel 1790.
| Periodo   |                              | Incarico            |
| --------- | ---------------------------- | ------------------- |
| 1640-1642 | Bernardino Melchiosi         | curato              |
| 1642-1644 | Lorenzo Poliardi             | curato              |
| 1645-1652 | Giovanni Panzoldi            | curato              |
| 1653-1654 | Massimiliano Pasini          | curato              |
| 1655-1663 | Giuseppe Panzoldi            | curato              |
| 1663-1698 | Giovanni Martino Panzoldi    | curato              |
| 1664      | Giovanni Battista Moscarinus | cappellano delegato |
| 1665      | Giovanni Maria Bertolacius   | cappellano delegato |
| 1666      | Francesco Venturellus        | cappellano delegato |
| 1668-1670 | Domenico Pasius              | cappellano delegato |
| 1676-1677 | Bartolomeo Corsettus         | cappellano delegato |
| 1699      | Bartolomeo Cavalerius        | cappellano delegato |
| 1699-1709 | Francesco Venturelli         | curato              |
| 1709-1739 | Bartolomeo Cavaglieri        | curato              |
| 1740      | Carlo Venturelli             | curato              |
| 1740-1772 | Francesco Franchini          | curato              |
| 1772-1775 | Lorenzo Rizzardi             | curato              |
| 1775      | Carlo Antonio Panzoldi       | curato              |
| 1775-1779 | Francesco Franchini          | curato              |
| 1780-1782 | Giacomo Antonio Catturani    | curato              |
| 1782-1786 | Francesco Franchini          | curato              |
| 1786-1790 | Gerolamo Venturelli          | curato              |

| Periodo                          |                          | Incarico                                       |
| -------------------------------- | ------------------------ | ---------------------------------------------- |
| 1791-1805                        | Carlo Antonio Gazetti    | rettore                                        |
| 1805-1806                        | Andrea Pasini            | economo                                        |
| 1806-1819                        | Antonio Bonomini         | economo (1806-1808), parroco (1808-1819)       |
| 1819-1846                        | Andrea Franceschini      | parroco                                        |
| 1846                             | Panzoldi Antonio         | delegato del parroco                           |
| 1847-1850                        | Matteo Comboni           | delegato dal parroco e poi economo spirituale  |
| 1851-1893                        | Giuseppe Chiereghini     | parroco                                        |
| 1893-1894                        | Domenico Odorici         | vicario economo (parroco di Muslone 1886-1927) |
| 1894                             | Stefano Stefani          | economo spirituale                             |
| 1895-1896                        | Giovanni Maffesanti      | economo spirituale                             |
| 1896-1898                        | Domenico Odorici         | economo spirituale                             |
| 1898-1908                        | Giovanni Cavallaro       | parroco                                        |
| 1909-1920                        | Domenico Prenguber       | parroco                                        |
| 1920-1921                        | Domenico Triboldi        |                                                |
| 1921                             | Attilio Tisi             |                                                |
| 1922-1927                        | Marco Cipani             | parroco                                        |
| 1927-1928                        | Eusebio Tagliabue O.F.M. | economo spirituale                             |
| 1928-1943                        | Alessio Frera            | parroco                                        |
| 1944-1946                        | Giuseppe Fontana         | economo spirituale                             |
| 1946-1968                        | Emanuele Pilotti         | parroco                                        |
| 1968-1993                        | Santo Ruggeri            | parroco                                        |
| 12 dicembre 1993-15 ottobre 2023 | Giuseppe Zacchi          | parroco                                        |
| 15 ottobre 2023-                 | Mauro Merigo             | parroco                                        |

### La chiesa di San Marco
Cronologia La chiesa è nominata nel 1537 negli atti di una visita pastorale e in un documento risalente al XV secolo. Nel 1633 era in costruzione la nuova chiesa, e nello stesso anno viene dedicata ufficialmente a san Marco. La data 1642 che si legge sulla controfacciata indica il compimento dell'edificio nella sua forma attuale.
Da resoconti del 1671, la chiesa appare come di struttura moderna ed elegantissima coperta di tegole con le pareti imbiancate, illuminata, con pavimento compatto e due acquasantiere.
Nel 1676 si ottenne la conservazione del SS. Sacramento ma a condizioni ritenute stravaganti che suscitarono contrasti e contese per le più diverse occasioni. Nel 1694 vi esiste la Scuola della dottrina cristiana Nella visita pastorale del 1750
 l'altare già di S. Antonio abate è dedicato a S. Filippo Neri. 
La chiesa venne consacrata il 18 gennaio 1752

. Passata alla diocesi di Brescia nel 1785 con decreto vescovile del 14 maggio 1790 veniva eretta in parrocchia autonoma.
L'edificio La sua struttura a capanna è di semplici linee con il solo ornamento del portale architravato in marmo bianco. Quasi contemporaneamente venne costruito l'altare maggiore. Barocco ed ornato di colonne, nicchie e statuette, da qualcuno, ma senza prove e senza analogie evidenti, attribuito ai Boscaì. Più tarda sembra l'ancona con cariatidi, colonne intagliate che sorreggono un piccolo fastigio ad arco spezzato con il busto del Padre Eterno. Ivo Panteghini lo avvicina a Baldassare Vecchi. I marmi per le decorazioni vennero portati dalla popolazione con mezzi propri da "Marmer", località del Monte Denervo che sovrasta Piovere e dove rimangono ancora oggi i resti di una cava usata per abbellire molte chiese della zona

Presenta tre altari: il maggiore dedicato a S. Marco, quello «in cornu Evangeli» a S. Antonio abate, l'altro «in cornu Epistolae» alla Madonna del Rosario. Furono ordinati un "quadro proporzionato" per l'altare maggiore e i 15 misteri per l'altare del SS. Sacramento che vennero ottimamente eseguiti. Ha un bell'altare maggiore con una bella soasa di intonazione manieristica che porta la firma «Aurera p.». Ai lati della soasa esistevano due belle statue dei S.S. Pietro e Paolo. Il ciborio, forse del 1770 circa, è probabilmente opera di Giovanni Battista Pialorsi (Boscaì)

. Come scrive Giovanni Vezzoli «ricorda quello di San Michele di Idro. Le statuette sembrano essere originali. Pur con sproporzioni e ingenuità, amabilissime del resto, compongono un complesso di lieta freschezza. Anche i Santi si succedono nelle nicchie dei fianchi press'a poco con lo stesso ordine di Idro. La porticina del tabernacolo, con allusione evidente all'affermazione di Gesù, che promette la risurrezione a chi si ciberà dell'eucaristia, rappresenta la Resurrezione, un po' compressa e con qualche squilibrio». Vi esiste anche un Crocifisso rinascimentale. 
L'organo Di rilievo l'organo, opera di don Gerolamo Venturelli

, sacerdote, organista, nativo di Piovere, il quale compiuti gli studi a Salò, ebbe nel 1750 l'incarico di organista presso il celebre organo della Chiesa di Tione di Trento. Egli, essendo un ingegnoso meccanico e intenditore di organaria, costruì un organo che donò al suo paese natale. Chiuso in una cassa grandiosa e appeso alla parete sinistra detto organo è stato rimaneggiato da Giovanni Tonoli

, noto organaro tignalese. Aveva lo stemma della famiglia Venturelli che fu in seguito levato perché ritenuto "scandaloso": raffigurava una ballerina in costume succinto. La chiesa venne ampiamente restaurata nel 1990-1991. Ladri rubarono una notte due belle statuette dell'altare opera dei Boscaì.

### La festa del patrono
La festa del paese è il 25 aprile, giorno di san Marco, con processione e sparo dei caratteristici «muntér», recipienti di ghisa troncoconici, riempiti con strati pressati di polvere da sparo, carta di giornale e polvere di mattone bagnata.